# Alphabet déséret
L’alphabet déséret, (en déséret : 𐐔𐐯𐑅𐐨𐑉𐐯𐐻 ou 𐐔𐐯𐑆𐐲𐑉𐐯𐐻) est une réforme phonologique de l’orthographe de l’anglais développée au milieu du XIXe siècle par le conseil des régents de l’Université du Deseret (plus tard l’université de l'Utah) avec l'aide d'un comité désigné par la Première Présidence (Église SDJ) (en). L'Église était alors dirigée par Brigham Young, deuxième président de l’Église de Jésus-Christ des saints des derniers jours.

## Objectifs
Dans des déclarations publiques, Young prétendait que l’alphabet déséret était destiné à remplacer l’alphabet latin traditionnel par un alphabet alternatif, plus précis phonétiquement pour la langue anglaise. Cela donnerait ainsi aux immigrés une occasion d’apprendre à lire et écrire l’anglais, disait-il, dont l’orthographe est souvent moins cohérente phonétiquement que celle de beaucoup d’autres langues. Des expériences similaires n’étaient pas rares au cours de cette période, et certains des résultats les plus connus incluent la sténographie Pitman et, beaucoup plus tard, l’alphabet shavien.
Young a également prescrit l’apprentissage de cet alphabet à l'école, en déclarant : « Ce sera le moyen d’introduire l’uniformité dans notre orthographe, et les années qui sont maintenant nécessaires pour apprendre à lire et à écrire pourront être consacrées à d’autres études ».

## Table des œils
La seule différence entre les formes minuscules et majuscules est que les secondes sont légèrement plus grandes.
| Œil | Nom     | IPA  | Œil | Nom      | IPA  | Œil | Nom     | IPA  | Œil | Nom      | IPA  |
| --- | ------- | ---- | --- | -------- | ---- | --- | ------- | ---- | --- | -------- | ---- |
| 𐐀 𐐨 | I long  | /i/  | 𐐁 𐐩 | E long   | /eɪ/ | 𐐂 𐐪 | A long  | /ɑ/  | 𐐃 𐐫 | Ah long  | /ɔ/  |
| 𐐄 𐐬 | O long  | /oʊ/ | 𐐅 𐐭 | Oo long  | /u/  | 𐐆 𐐮 | I court | /ɪ/  | 𐐇 𐐯 | E court  | /ɛ/  |
| 𐐈 𐐰 | A court | /æ/  | 𐐉 𐐱 | Ah court | /ɒ/  | 𐐊 𐐲 | O court | /ʌ/  | 𐐋 𐐳 | Oo court | /ʊ/  |
| 𐐌 𐐴 | Ay      | /aɪ/ | 𐐍 𐐵 | Ow       | /aʊ/ | 𐐎 𐐶 | Wu      | /w/  | 𐐏 𐐷 | Yee      | /j/  |
| 𐐐 𐐸 | H       | /h/  | 𐐑 𐐹 | Pee      | /p/  | 𐐒 𐐺 | Bee     | /b/  | 𐐓 𐐻 | Tee      | /t/  |
| 𐐔 𐐼 | Dee     | /d/  | 𐐕 𐐽 | Chee     | /t͡ʃ/ | 𐐖 𐐾 | Jee     | /d͡ʒ/ | 𐐗 𐐿 | Kay      | /k/  |
| 𐐘 𐑀 | Gay     | /g/  | 𐐙 𐑁 | Ef       | /f/  | 𐐚 𐑂 | Vee     | /v/  | 𐐛 𐑃 | Eth      | /θ/  |
| 𐐜 𐑄 | Thee    | /ð/  | 𐐝 𐑅 | Es       | /s/  | 𐐞 𐑆 | Zee     | /z/  | 𐐟 𐑇 | Esh      | /ʃ/  |
| 𐐠 𐑈 | Zhee    | /ʒ/  | 𐐡 𐑉 | Er       | /ɹ/  | 𐐢 𐑊 | El      | /l/  | 𐐣 𐑋 | Em       | /m/  |
| 𐐤 𐑌 | En      | /n/  | 𐐥 𐑍 | Eng      | /ŋ/  | 𐐦 𐑎 | Oi      | /ɔɪ/ | 𐐧 𐑏 | Ew       | /ju/ |

## Unicode
L’alphabet déséret (U+10400–U+1044F) a été ajouté au standard Unicode en mars 2001 avec la sortie de la version 3.1Beesley 2002, p. 41.
Les lettres Oi et Ew ont été ajoutées au standard Unicode en avril 2003 avec la sortie de la version 4.0.
| en fr   | 0 | 1 | 2 | 3 | 4 | 5 | 6 | 7 | 8 | 9 | A | B | C | D | E | F |
| U+10400 | 𐐀 | 𐐁 | 𐐂 | 𐐃 | 𐐄 | 𐐅 | 𐐆 | 𐐇 | 𐐈 | 𐐉 | 𐐊 | 𐐋 | 𐐌 | 𐐍 | 𐐎 | 𐐏 |
| U+10410 | 𐐐 | 𐐑 | 𐐒 | 𐐓 | 𐐔 | 𐐕 | 𐐖 | 𐐗 | 𐐘 | 𐐙 | 𐐚 | 𐐛 | 𐐜 | 𐐝 | 𐐞 | 𐐟 |
| U+10420 | 𐐠 | 𐐡 | 𐐢 | 𐐣 | 𐐤 | 𐐥 | 𐐦 | 𐐧 | 𐐨 | 𐐩 | 𐐪 | 𐐫 | 𐐬 | 𐐭 | 𐐮 | 𐐯 |
| U+10430 | 𐐰 | 𐐱 | 𐐲 | 𐐳 | 𐐴 | 𐐵 | 𐐶 | 𐐷 | 𐐸 | 𐐹 | 𐐺 | 𐐻 | 𐐼 | 𐐽 | 𐐾 | 𐐿 |
| U+10440 | 𐑀 | 𐑁 | 𐑂 | 𐑃 | 𐑄 | 𐑅 | 𐑆 | 𐑇 | 𐑈 | 𐑉 | 𐑊 | 𐑋 | 𐑌 | 𐑍 | 𐑎 | 𐑏 |
| ------- | - | - | - | - | - | - | - | - | - | - | - | - | - | - | - | - |